# رمل السوق
رمل السوق بلدية تابعة لدائرة القالة بولاية الطارف الجزائرية.

## الموقع الجغرافي
تقع بين الطارف والقالة يقطنها حوالي 9000 نسمة